# Нявкозеро
Нявкозеро (также Нявка, Няммельявр) — пресноводное озеро тектонического происхождения в муниципальном округе Мончегорск Мурманской области, расположенное на западе Кольского полуострова, к западу от Мончеозера. Находится в северной части Заячьей Тундры, на территории Лапландского заповедника. Относится к бассейну Белого моря, в который имеет сток через целый каскад рек и озёр.
Площадь зеркала — 5,3 км². Высота над уровнем моря — 267,6 м. Максимальная длина озера составляет около 6,22 км, максимальная ширина — 5,81 км . Площадь водосбора — 153 км². Водородный показатель pH составляет 6,75. Общая минерализация воды — 14,7 мг/л. 
Озеро имеет крестообразную форму, с изрезанной береговой линией. Впадает река Куудасйок и несколько ручьёв. Река Нявка вытекает на юго-востоке, образуя границу между Заячьей Тундрой и  Нявка Тундрой. На выходе Нявки из озера — речные пороги. Острова отсутствуют. Берега каменистые, холмистые, особенно крутые на юге и юго-востоке у истока Нявки. На юго-западе местами заболочены. Елово-сосново-берёзовый лес участками подступает к озеру.
По уровню биомассы фитопланктона и содержанию хлорофилла озеро Нявкозеро относится к мезотрофным. Озеро богато рыбой, относится к высшей (особой) рыбохозяйственной категории. В нём водятся кумжа, сиг, щука, речной окунь, налим, гольян и девятииглая колюшка.
Код водного объекта в государственном водном реестре — 02020000311101000007875.